# Mörser Gerät 040
El "Mörser Gerät" (040/041), también conocido como "Karl-Gerät" (040/041), "Thor" y "Mörser Karl", fue un mortero de asedio autopropulsado (Mörser) alemán de la Segunda Guerra Mundial diseñado y construido por Rheinmetall. Fue uno de los más grandes morteros autopropulsados empleados en combate. Se construyeron siete morteros autopropulsados, pero solamente seis fueron empleados en combate entre 1941 y 1945. El Mörser Karl fue empleado para atacar las fortalezas soviéticas de Brest-Litovsk y Sebastopol, bombardear a los resistentes polacos en Varsovia, así como en la batalla de las Ardenas y en el ataque al puente de Remagen. Solamente dos Mörser sobrevivieron a la guerra, ya que los otros fueron desmantelados tras el final de esta.

## Desarrollo
En marzo de 1936, Rheinmetall propuso producir un obús superpesado para atacar la Línea Maginot. Su idea inicial era la de un arma cuyas piezas podían transportarse en varios vehículos sobre orugas y ser ensamblada en el campo de batalla, pero el largo tiempo de preparación del obús les hizo inclinarse por la idea de un mortero autopropulsado en enero de 1937. En 1938 y 1939 se llevaron a cabo extensivas pruebas de manejo, empleando el primer prototipo del tanque Neubaufahrzeug y un modelo a escala para investigar sobre la extremadamente alta presión sobre el suelo y el viraje de un vehículo tan grande. Las pruebas de disparo se llevaron a cabo en junio de 1939. Las pruebas de manejo del vehículo se llevaron a cabo en Unterlüss, en mayo de 1940. El general de artillería Karl Becker estuvo involucrado en el desarrollo, por lo que uno de estos grandes morteros fue apodado con su nombre.
Se construyó un total de siete morteros  Mörser Gerat. Los seis primeros fueron apodados Adam, Eva (1.er Batallón), Thor, Odin (2.º Batallón), Loki y Ziu (3.er Batallón); el séptimo, un arma para investigación y pruebas (Versuchs-Gerät), no tenía nombre. La entrega de los seis primeros vehículos de serie tuvo lugar desde noviembre de 1940 hasta agosto de 1941.
En febrero de 1941 se empezó a discutir sobre cómo aumentar el alcance del mortero autopropulsado, por lo cual en mayo de 1942 se ordenó equipar a los seis vehículos con morteros de 540 mm y el cañón largo Gerät 041. En una entrevista con Hitler en marzo de 1943, se informó que los dos primeros Gerät 041 de 540 mm serían suministrados para junio de 1943 y el tercero, para mediados de agosto. Solo se produjeron tres morteros de 540 mm, los cuales fueron instalados en los vehículos N.º I, IV y V, aunque cualquier vehículo podía ser modificado para emplear este mortero más pequeño.
A veintidós chasis de Panzer IV Ausf. D, E y F se les retiró la torreta y fueron equipados con una superestructura capaz de transportar cuatro proyectiles de 600 mm, así como con una grúa. Estos transportadores/recargadores de munición fueron llamados Munitionsschlepper. Dos o tres Munitionsschlepper estaban asignados a cada mortero autopropulsado.

### Variantes
- Gerät 040: el modelo original, armado con un mortero de 600 mm con caña corta.
- Gerät 041: último modelo, armado con un mortero de 540 mm con caña larga (L/11,55).

## Descripción

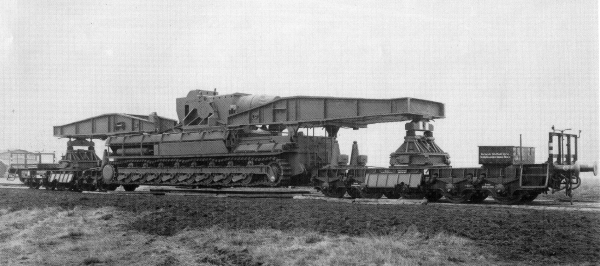
Un Mörser Gerat en su vagón de transporte.

El vehículo de 124 t era propulsado por un motor de gasolina Daimler-Benz MB 503 A de 12 cilindros o un motor diésel MB 507 C de 12 cilindros, ambos enfriados por líquido, pero este era principalmente empleado para apuntar (el afuste del mortero solamente podía girar 4º a cada lado) ya que los motores solo proporcionaban una velocidad máxima de 10 km/h. Para recorrer largas distancias, el Mörser-Gerät era desmontado en siete partes con ayuda de una grúa especial de 35 t. El chasis era cargado sobre un remolque bajo de seis ejes Culemeyer-Straßenroller. Las otras partes del mortero eran más ligeras y empleaban remolques de cuatro ejes. Si el remolque que transportaba el chasis debía cruzar un puente que no podía soportar el peso combinado de ambos, el chasis era descargado y debía cruzar el puente empleando su propio motor. El mortero autopropulsado era transportado mediante ferrocarril en una variante del vagón schnabel; el chasis completo colgaba entre dos grandes brazos pivotantes montados sobre pedestales fijados a bogies con cinco ejes. Al llegar a su destino, el mortero autopropulsado era desacoplado de los brazos de soporte, manejado hasta su posición y entonces el chasis era bajado hasta el suelo para distribuir mejor las fuerzas del retroceso antes de disparar. El Mörser demostró no tener problemas al transitar sobre suelo normal, pero bajo ninguna circunstancia le era permitido virar sobre suelo blando debido al riesgo que le saltara una oruga. El chasis debía ser bajado para disparar, lo cual implicaba mover el mortero autopropulsado a una nueva posición que debía estar previamente nivelada y tener una ruta anticipada para poder compactar zonas de terreno suelto, rellenar zanjas y retirar otros obstáculos. El mortero solamente podía recargarse cuando estaba a nivel 0, por lo cual debía volver a ser apuntado entre cada disparo.
El Mörser-Gerat tenía un alcance de 6.800 m. Para ampliar su alcance, fue fabricado un mortero de 540 mm y que tenía una caña de 7,1 m de longitud. Tres Mörser fueron equipados con ellos en lugar del mortero de 600 mm, siendo designados como Gerät 041. Estos tenían un alcance de 10.400 m.

## Características del chasis
Los diversos Mörser-Gerat empleaban dos tipos distintos de transmisiones, motores y sistemas de suspensión en una asombrosa serie de combinaciones. La tabla de abajo muestra como estaba equipado cada mortero autopropulsado. Después de mayo de 1944, los motores de gasolina fueron reemplazados por motores diésel. Hay muy poca información disponible sobre el vehículo N.º VII, el modelo experimental, por lo que los datos de la tabla deben considerarse como no confirmados.
| Nr.                            | I                       | II                           | III                     | IV                      | V                            | VI                           | VII                     |
| Ausf.                          | 1                       | 2                            | 3                       | 3                       | 4                            | 5                            | 6                       |
| Motor                          | MB 503 A                | MB 503 A                     | MB 507 C                | MB 507 C                | MB 507 C                     | MB 503 A                     | MB 503 A                |
| Transmisión                    | Ardelt de 4 velocidades | Voith Turbo de 3 velocidades | Ardelt de 4 velocidades | Ardelt de 4 velocidades | Voith Turbo de 3 velocidades | Voith Turbo de 3 velocidades | Ardelt de 4 velocidades |
| Velocidad                      | 10 km/h                 | 10 km/h                      | 6 km/h                  | 6 km/h                  | 6 km/h                       | 6 km/h                       | 6 km/h                  |
| Autonomía                      | 42 km                   | 42 km                        | 60 km                   | 60 km                   | 60 km                        | 42 km                        | 42 km                   |
| Ruedas de rodaje (aro)         | 8 (caucho)              | 8 (caucho)                   | 11 (acero)              | 11 (acero)              | 11 (acero)                   | 11 (acero)                   | 11 (acero)              |
| Rodillos de retorno            | 8 (caucho)              | 8 (caucho)                   | 6 (caucho)              | 6 (caucho)              | 6 (caucho)                   | 6 (caucho)                   | 6 (caucho)              |
| Barras de torsión              | 2600 mm                 | 2600 mm                      | 2115 mm                 | 2115 mm                 | 2115 mm                      | 2115 mm                      | 2115 mm                 |
| Ancho de la oruga              | 170 mm                  | 170 mm                       | 250 mm                  | 240 mm                  | 240 mm                       | 240 mm                       | 240 mm                  |
| Eslabones de la oruga por lado | 133                     | 133                          | 94                      | 94                      | 94                           | 94                           | 94                      |
| Dientes de la rueda impulsora  | 17                      | 17                           | 12                      | 12                      | 12                           | 12                           | 12                      |

## Municiones

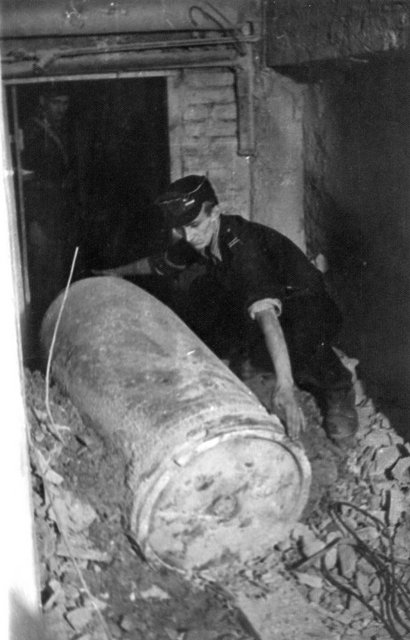
Proyectil de 600 mm que no llegó a detonar, disparado durante el Alzamiento de Varsovia.

Las municiones para este enorme mortero autopropulsado pesaban aproximadamente 2 toneladas cada una, dependiendo del tipo de municiones específico.
El proyectil pesado antibunker original de 60 cm (schwere Betongranate) producía un cráter de 15 m de diámetro y una profundidad de 5 m. Como se deseaba obtener un mayor alcance para el mortero, en 1942 fue introducido el proyectil ligero antibunker (leichte Betongranate 040). Las pruebas de disparo de los proyectiles de 54 cm no fueron terminadas hasta fines de 1944, por lo que no fueron empleados en combate antes de esa fecha. El proyectil pesado de 60 cm original no tenía otra denominación más que su nombre. El Gerät seguido por su número se agregó a los nuevos proyectiles.
| Proyectil                                              | Calibre | Peso    | Peso de la carga explosiva | Velocidad de boca | Alcance máximo | Penetración         |
| proyectil pesado antibunker (schwere Betongranate)     | 60 cm   | 2170 kg | 289 kg                     | 220 m/s           | 4320 m         | 2,5 m + de hormigón |
| proyectil ligero antibunker (leichte Betongranate) 040 | 60 cm   | 1700 kg | 220 m/s                    | 283 m/s           | 6440 m         | 2,5 m + de hormigón |
| proyectil ligero antibunker (leichte Betongranate) 041 | 54 cm   | 1250 kg | -                          | 378 m/s           | 10060 m        | 3-3,5 m de hormigón |
| proyectil de alto poder explosivo (Sprenggranate) 041  | 54 cm   | -       | -                          | -                 | -              | -                   |

## Historial de combate

### 1941
El 3 de enero de 1941, la Schwere Batterie 833 (Batería Pesada 833) fue creada en el terreno de entrenamiento de Bergen y se le ordenó estar lista para entrar en combate para el 15 de febrero de 1941. El 2 de abril de 1941 fue extendida como el Schwere Artillerie Bataillon 833 (Batallón de Artillería Pesada 833). La Schwere Batterie 833 original fue reasignada como la primera batería del nuevo batallón y se formó una nueva batería, cada una teniendo dos morteros autopropulsados y habiendo recibido la orden de entrar en combate el 1 de mayo de 1941 para tomar parte en la Operación Barbarroja. Inicialmente se iba a desplegar una sola batería contra la fortaleza soviética de Brest-Litovsk, pero se cambió el plan para el 14 de mayo de 1941, cuando se le ordenó a la otra batería atacar las fortificaciones fronterizas soviéticas cercanas a Lviv. La primera batería fue asignada al 4º Cuerpo del 17º Ejército del Grupo de Ejércitos Sur cerca a Lviv, mientras que a la segunda batería se le ordenó apoyar el ataque del 4º Ejército del Grupo de Ejércitos Centro contra la fortaleza de Brest-Litovsk. Se les suministró a las baterías 60 y 36 proyectiles respectivamente.
Poco se sabe sobre las operaciones de la 1.ª batería, excepto que el 4º Cuerpo reportó el 23 de junio que ya no precisaba del apoyo de esta y que ya no se encontraba operativa debido a problemas técnicos. Los morteros autopropulsados de la 2.ª batería tuvieron algunos problemas de ensamblaje, fallos con el sistema eléctrico de disparo y municiones no estándar, nada inusual para el bautismo de fuego del Mörser Gerät, que a pesar de todo logró disparar 31 de sus 36 proyectiles para el 24 de junio. El Grupo de Ejércitos Centro le ordenó a la batería regresar a casa ese mismo día, para ser reequipada con ocho obuses pesados 21 cm Mörser 18 el 6 de agosto de 1941.

### 1942
Anticipando el ataque a Sebastopol programado para inicios del verano, el 18 de febrero de 1942 se le ordenó al Schwere Artillerie Bataillon 833 que formara una batería con tres morteros autopropulsados, dos de los cuales eran el Thor y el  Karl. Para cada mortero autopropulsado se debieron preparar posiciones camufladas con una longitud de 15 m, 10 m de ancho y una profundidad de 3 m, minimizando así el contraataque soviético antes de que pudieran situarse en posición de disparo. El 20 de mayo de 1942, el 11º Ejército reportó que los tres Mörser-Geräte se hallaban en la línea del frente, con un total de 72 proyectiles pesados antibunker y 50 proyectiles ligeros antibunker. El LIV Cuerpo de Ejército reportó que se dispararon 19 proyectiles pesados entre el 2 y el 6 de junio, 54 el 7 de junio y todos los 50 proyectiles ligeros entre el 8 y el 13 de junio. Se enviaron más proyectiles (29 pesados y 50 ligeros) a la batería antes de fin de mes. Todos los proyectiles ligeros fueron disparados el 30 de junio, así como 25 proyectiles pesados al día siguiente. Muchos de esos proyectiles fueron disparados contra las dos torretas armadas con dos cañones de 305 mm de la batería de defensa costera Maxim Gorkii, aunque estos proyectiles apenas provocaron el bloqueo del mecanismo de rotación de una torreta y posiblemente dañaron los cables que suministraban electricidad a estas, daños que no eran difíciles de reparar. Causaron más daños a la estructura de hormigón que sostenía las torretas, así como al centro de mando situado unos 600 m más allá (que era llamado El Bastión por los alemanes). El 19 de julio de 1942, se le ordenó a la batería enviar sus morteros autopropulsados a Hillersleben para recibir mantenimiento. Los soviéticos recuperaron un proyectil sin detonar, el cual fue enviado a Moscú para su evaluación.
El 7 de julio de 1942 se le ordenó al Schwere Artillerie Bataillon 833 formar otra batería con uno o dos morteros autopropulsados Mörser-Geräte. La batería estuvo lista para el 15 de agosto y fue llamada Schwere Batterie 628 (Karl), con dos morteros, aunque el personal necesario para operar tres morteros sería suministrado por el Schwere Artillerie Bataillon 833. El 22 de julio, el Oberkommando des Heeres (OKH) ordenó enviar la batería al Grupo de Ejércitos Norte para apoyar la planeada Operación Jorge (Unternehmen Georg) contra Leningrado. La orden para Jorge, fechada el 22 de agosto, mencionaba específicamente a la Batería 628 con tres piezas, posiblemente dos operativas y una como reserva tomarían parte en esta operación. El Grupo de Ejércitos Norte reportó el arribo de la batería el 1 y el 2 de septiembre de 1942, pero los soviéticos contuvieron el despliegue de esta con grandes ataques contra las fuerzas alemanas que sitiaban Leningrado y el Mörser no pudo entrar en acción.
El 18 de octubre, el OKH ordenó al 11º Ejército transferir la batería lo más rápido posible a Leipzig, pero el 11º Ejército pidió retenerla para emplearla en una nueva versión de Jorge que empezaría ese mes. La operación fue pospuesta a finales de octubre y posteriormente cancelada. Se planeó un nuevo ataque, con el nombre clave de Fuego Mágico (Feuerzauber), en donde tomaría parte la batería, pero también fue cancelado tras el cerco de las tropas alemanas que atacaban Stalingrado. El OKH finalmente reconvocó la batería el 4 de diciembre de 1942, cuando estuvo claro que ya no tenía misión alguna que cumplir.

### 1943
EL OKH ordenó crear un Schwere Artillerie Bataillon (Karl) el 4 de mayo de 1943, empleando los morteros autopropulsados y el equipo de la Schwere Batterie 628. Esta fue la primera batería del nuevo batallón, mientras que la otra batería fue creada el 15 de mayo y era el cuartel general del batallón. Cada batería tenía dos morteros autopropulsados Mörser Gerat, más uno como reserva. El 18° Ejército del Grupo de Ejércitos Norte tenía planeado emplear un Karl-Gerat contra la cabecera de puente de Oranienbaum al oeste de Leningrado durante el verano de 1943, pero se le ordenó al batallón enviar un Mörser-Gerat a Leipzig el 8 de agosto. Al igual que la 2.ª batería del Schwere Artillerie Bataillon 833, el batallón fue reequipado con ocho obuses pesados 21 cm Mörser 18 el 29 de agosto de 1943, los cuales estuvieron disponibles hacia el 10 de septiembre. Un Kommando für Karl-Geräte (Unidad para Karl-Geräte) fue formado en la misma fecha para encargarse del mantenimiento de los morteros autopropulsados. Este fue redenominado el 2 de junio de 1944 como Kommando für Sonder-Gerät des schwere Artillerie-Abteilung (mot.) (Unidad para Equipos Especiales del Batallón de Artillería Pesada (motorizado)).

### 1944

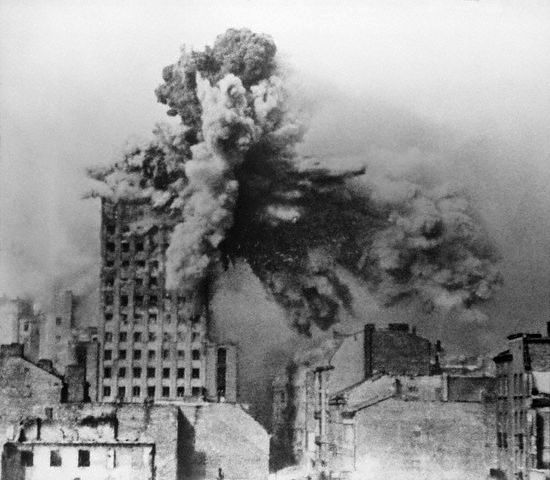
El edificio Prudential es impactado por el proyectil de 2 toneladas de un Mörser Gerat durante el Alzamiento de Varsovia, 28 de agosto de 1944.

El 13 de agosto de 1944 se ordenó crear inmediatamente una batería con un Mörser-Gerat de 540 mm y fue despachada al 9º ejército para ayudarlo a suprimir el Alzamiento de Varsovia. Al día siguiente, el Kommando für Sonder-Geräte formó la 638 Heeres-Artillerie Batterie (bodenständige) (Batería de Artillería del Ejército (estática)) con el Mörser-Gerät Nr. VI de 600 mm Ziu, ya que un mortero autopropulsado de 540 mm no se hallaba disponible y no se había calculado la tabla de puntería. Este arribó a la estación de trenes Varsovia Oeste a las 07:00 horas el 17 de agosto de 1944, aunque el tren de municiones no arribaría hasta la mañana siguiente.
El 24 de agosto, el OKH observó que el mortero autopropulsado había tenido un gran éxito en combate y ordenó el envío de otro Mörser a Varsovia. Una segunda batería, la 428, fue formada dos días después por el Kommando für Sonder-Geräte, pero no arribaría a la estación de trenes Varsovia Oeste hasta las 12:57 horas el 7 de septiembre de 1944. Un tercer Mörser-Gerät 040 fue enviado a Varsovia el 10 de septiembre y fue incorporado en la Batería 428. El mortero autopropulsado Ziu necesitaba ser reparado y fue enviado de vuelta a Jüterbog el 22 de septiembre. En algún momento dado, fue enviado a Varsovia un cuarto Mörser que se reportó operacional el 25 de septiembre.

#### Informe
El 29 de septiembre tuvo lugar una reunión dirigida por el OKH General der Artillerie para discutir el estado general del Karl-Gerät, su equipo de apoyo y municiones:
1. Karl-Geräte
Gerät Nr. I "Adam", luego "Baldur": Preparado para emplear tanto un mortero de 600 mm como uno de 540 mm. Equipado actualmente con uno de 600 mm y sirviendo con la Batería 428.
Gerät Nr. II "Eva", luego"Wotan": Solamente equipado con un mortero de 600 mm. Actualmente está siendo reparado en Jüterbog. La instalación del motor estará lista en unos 14 días.
Gerät Nr. III "Thor": Hace unos 14 días, la caña del mortero explotó durante las pruebas de disparo. Solamente el 50% de este es reutilizable. Hitler decidió que este Gerat debía restaurarse y ser totalmente operativo. Sin embargo, no se conoce el cronograma de restauración.
Gerät Nr. IV "Odin": Preparado para emplear tanto un mortero de 600 mm como uno de 540 mm. Equipado actualmente con uno de 600 mm y sirviendo con la Batería 428.
Gerät Nr. V "Loki": Preparado para emplear tanto un mortero de 600 mm como uno de 540 mm. Equipado actualmente con uno de 600 mm, será enviado a la Batería 638 en Budapest.
Gerät Nr. VI "Ziu": Solamente equipado con un mortero de 600 mm. Ha vuelto tras su empleo en Varsovia. Las reparaciones estarán terminadas en unos 20 días.
Gerät Nr. VII llamado"Fenrir" por algunso soldados: El Versuchs-Gerät 041. Actualmente el Waffenamt está realizando pruebas de disparo con él, además de obtener información para las tablas de puntería. No se encuentra operativo debido a que importantes componentes (el motor) están siendo reparados y no lo estará antes de abril de 1945.
2. Morteros
Se han encargado seis morteros 041 de 540 mm. Se han fabricado tres y están almacenados en Jüterbog. Se ha solicitado una decisión sobre los otros tres, porque el envío de estos tardará al menos 14 meses.
3. Grúa de 35 toneladas
Los  Mörser Gerät solamente pueden emplearse cuando cada batería tiene una grúa de 35 toneladas. Hay dos grúas en servicio, una de ellas está en Jüterbog sin su remolque, el cual fue destruido por un incendio.
4. Culemeyer-Straßenroller

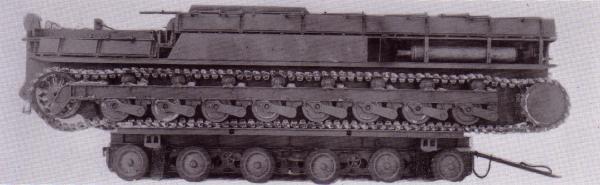
Un Karl-Gerät listo para ser transportado por carretera, sobre su remolque Culemeyer.

Cada batería necesita un juego completo de estos remolques para carga pesada. Los dos juegos en servicio están preparados para los morteros autopropulsados de 600 mm. Están disponibles tres remolques de 16 ruedas para los morteros autopropulsados de 600 mm. Se deberá adquirir otro remolque de 24 ruedas para emplear cualquier Mörser Karl adicional.
5. Munitionsschlepper
Con un total de 13 unidades, de las cuales 6 están sirviendo con las baterías 428 y 638, 2 con el Departamento de Armas (Waffenamt) para proyectiles de 600 mm, 2 modificados para proyectiles de 540 mm y 2 disponibles.
6. Municiones
a. Munición 040: 264 proyectiles de 600 mm, de los cuales se planea distribuir 150 a la Batería 638. En los próximos días estarán listos 96 proyectiles más. En Unterluss se encuentran 241 proyectiles a los cuales se les reemplazará su carga explosiva de alto poder. Se modifican unos 10 proyectiles por día. Se debe modificar una parte de las cargas propulsoras. Se llevarán a cabo pruebas con la pólvora el 5 de octubre, para que el resto de los proyectiles puedan ser rellenados.
b. Munición 041: A inicios de octubre se enviaron a Hillersleben 50 proyectiles antibunker de 540 mm para ser disparados y obtener datos para las tablas de puntería. Se enviaron 25 proyectiles a finales de septiembre, otros 25 más a finales de octubre y desde allí se planea enviar 50 proyectiles cada mes. En noviembre se fabricarán 50 proyectiles de alto poder explosivo (Sprenggranaten) para ser disparados y obtener datos para las tablas de puntería. A inicios de 1945, se producirá mensualmente un total de 60 proyectiles HE y antibunker.
Tres días más tarde, se le ordenó a la Batería 638 que se dirijiera a Budapest y fue enviada sin ningún Mörser. El Nr. V fue redirigido a Budapest para equipar la batería. La Batería 428 le siguió el 10-11 de octubre de 1944. A las dos baterías se les ordenó volver a Varsovia el 19 de octubre, aunque estas no llegaron sino hasta el 28 de octubre. El 6 de noviembre, la Batería 638 transfirió un Mörser de 600 mm a la 428 y regresó a Jüterbog el 10 de noviembre para ser reequipada con un Gerat 041 de 540 mm. La Batería 428 no se quedó por más tiempo cerca de Varsovia y partió hacia Jüterbog el 15 de noviembre.
La Batería 428 cambió sus piezas por los morteros autopropulsados Nr. II y Nr. VI (ambos de 600 mm) y partió hacia el oeste el 14 de diciembre de 1944 para tomar parte en la Unternehmen Wacht am Rhein (Operación Vigía del Rin), la cual sería conocida como la Batalla de las Ardenas, pero no llegaría al frente sino hasta el 29 de diciembre. Le siguió la Batería 638 el 20 de diciembre, tras ser equipada con el mortero autopropulsado Nr. IV, el primer Gerät 041 de 540 mm en ser enviado al frente.

### 1945
Se sabe muy poco sobre sus actividades durante la batalla, pero el Gerat Nr. II fue dañado por una bomba en su trayecto y regresó a Jüterbog el 6 de enero de 1945. Para el 3 de febrero fue reparado con piezas del Karl Nr. I. El Gerät Nr. IV fue dañado por varios impactos de proyectiles antitanque y llegó a Jüterbog el 31 de enero. El Gerät Nr. VI todavía estaba en el frente el 19 de enero. Mientras tanto, el Nr. V fue modificado para emplear el mortero de 540 mm y se le reconstruyó su motor.
Inicialmente se le ordenó a la Batería 638 dirigirse al Frente del Vístula el 7 de marzo, pero esta orden fue cancelada el 11 de marzo y la batería fue enviada al área de Remagen en el oeste. El diario de guerra del Oberkommando der Wehrmacht (Alto Mando alemán) informó que 14 proyectiles fueron disparados el 20 de marzo de 1945 contra el puente de Remagen. También se le ordenó a la Batería 428 dirigirse al oeste el 11 de marzo, pero para servir en el sector del 1.er Ejército.
Un informe de situación del 22 de marzo indica que los Gerät Nr. I y Nr. IV todavía se hallaban en Jüterbog, con el Nr. I armado con un mortero de 600 mm y el Nr. IV a punto de ser armado con un mortero de 540 mm. Los Gerät Nr. II y Nr. V habían partido hacia el frente el 11 y el 10 de marzo, respectivamente. El Gerat Nr. III había sido virtualmente destruido y solamente la recámara del mortero podía reutilizarse. El Gerät Nr. VII necesitaba piezas y no iba a estar operativo próximamente.
La Batería 638 fue disuelta el 11 de abril y su personal incorporado a la Batería 428, aunque es poco probable que esta unidad haya combatido, salvo en defensa local.

## Destino

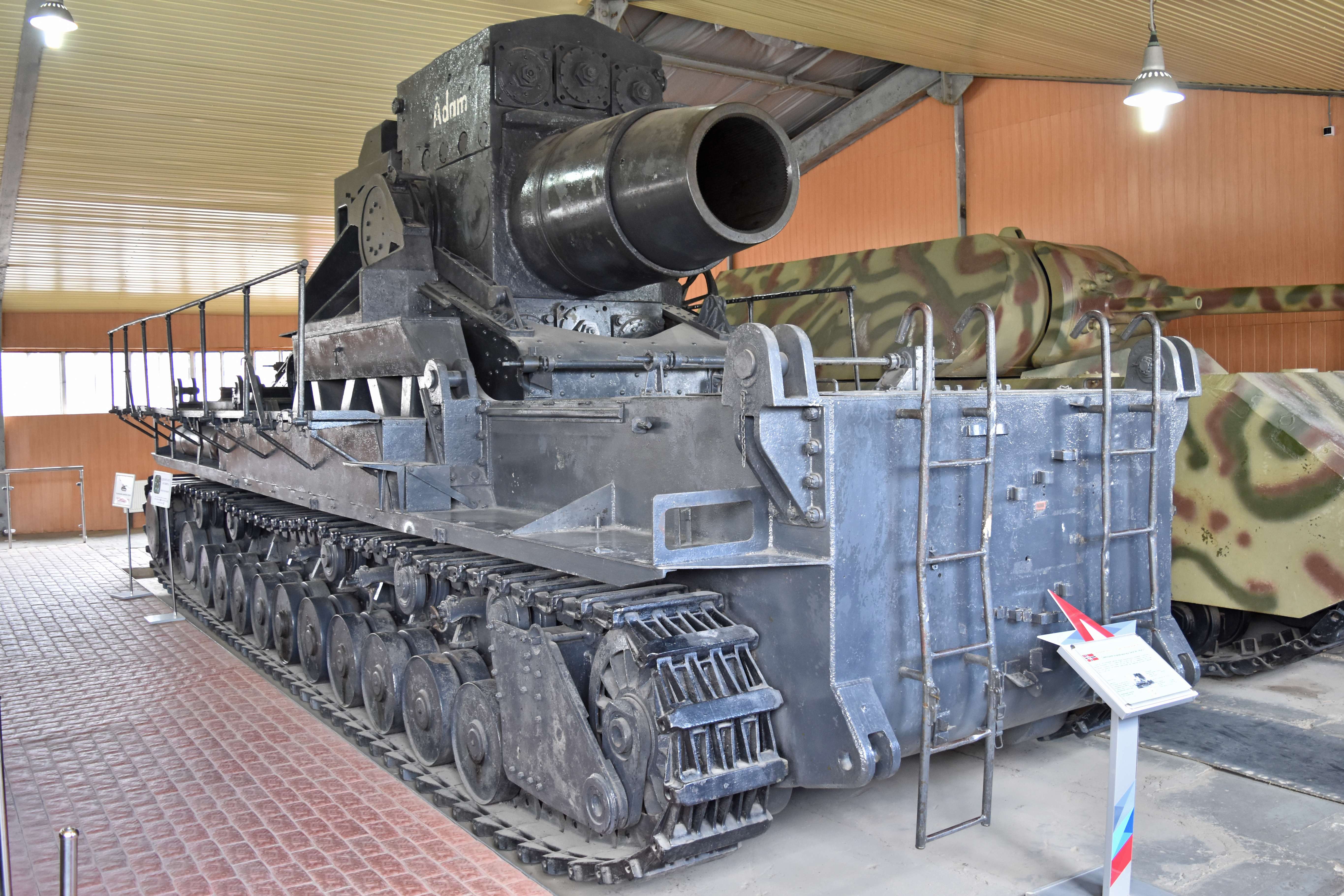
Un Karl-Gerät en el Museo de tanques de Kubinka, Rusia.

Inicialmente se suponía que en 1945, los morteros autopropulsados N.º II ("Eva") y N.º V ("Loki") fueron capturados por tropas estadounidenses entre el 21 de marzo y el 11 de abril. El N.º VII, el mortero de pruebas, fue capturado por el Ejército estadounidense en Hillersleben y enviado al Terreno de Pruebas de Aberdeen, siendo posteriormente desmantelado. El mortero autopropulsado N.º VI ("Ziu") fue capturado por el Ejército Rojo, probablemente cuando conquistaron Jüterbog el 20 de abril de 1945. Este se encuentra expuesto en Kubinka, aunque marcado como el N.º I ("Adam"). El N.º IV ("Odin") también fue capturado por el Ejército Rojo. Se desconocía el destino de los morteros autopropulsados N.º I ("Adam") y N.º III ("Thor"). Probablemente ambos fueron capturados por el Ejército Rojo, ya que su última ubicación conocida fue Jüterbog.[cita requerida]
Nueva Información publicada proporciona datos muchos más exactos, incluidas fotos del transporte y llegada a Kubinka:
Nº:I ("Adam") 	Capturado por el Ejército Rojo en  Jüterbog (Ger) el 20-Abr-1945. Llevado a Kubinka (Rus). Lo demuestra una foto disponible. Cañón parcialmente desmontado.
Nº:II ("Eva") 	Capturado por los estadounidenses del 21-Mar al 11-Abr-1945. Confirmado en documentación norteamericana.
Nº:III ("Thor") Capturado por el Ejército Rojo en Jüterbog(Ger) el 20-Abr-1945. Llevado a Kubinka(Rus). Muy dañado, usado para repuestos.
Nº:IV ("Odín") 	Capturado por el Ejército Rojo.Incapacitado por la explosión de un cañón.
Nº:V ("Loki") 	Capturado por los estadounidenses del 21-Mar al 11-Abr-1945.(Hay fotos del tren) Confirmado.
Nº:VI ("Ziu") 	Capturado por el Ejército Rojo, en Jüterbog el 20-Abr-1945. Exhibido en el Museo de Kubinka, marcado como Nº:I("Adán"). Chasis: del "Ziu" y Cañón del "Adam".(marcas visibles bajo la pintura). Informe ruso al respecto sobre la 4ªBrig.Art.Tres AAP de 600 mm, I,IV y VI en Juterbog(Ger), TsAMO RF, fondo 81, inventario 12038, caso No727, hoja 7.
Nº:VII("Fenrir") Arma de prueba. Capturada por el Ejército de los Estados Unidos en Hillersleben y enviada a Campos de pruebas de Aberdeen. Sería desguazado tras las pruebas. 